# 史蒂芬·切波斯基
史蒂芬·切波斯基（英語：Stephen Chbosky，國際音標：/ʃəˈbɒski/，1970年1月25日—），美国小说家、编剧和电影导演。他最知名的作品是教育小说《壁花少年》（1999年），该书曾登上《纽约时报》畅销书榜；同时他还自編自導了此书的电影版本，该电影由羅根·勒曼、艾瑪·沃特森和埃兹拉·米勒等人主演。切波斯基为2005年的电影《吉屋出租》编剧；并和埃文·斯皮里奥托普洛斯合作，为迪士尼的2017年真人翻拍电影《美女与野兽》撰写剧本。他亦是CBS电视台系列电视剧《核爆危机》的主创者、执行制作人以及编剧，该剧在2006年至2008年之间放映。2017年，切波斯基导演电影《奇蹟男孩》，其由茱莉娅·罗伯茨、歐文·威爾森和雅各·特倫布雷主演。

## 早年生活
切波斯基生于美國宾夕法尼亚州匹兹堡的一个天主教家庭，在市郊的上圣克莱尔镇长大。他的母亲是报税员莉娅·切波斯基（娘家姓梅耶），父亲则是钢铁公司经理、财务总监顾问弗莱德·G·切波斯基。切波斯基的妹妹史塔西·切波斯基是导演約翰·艾瑞克·道鐸之妻。他在青少年时期阅读了大量古典、惊悚和幻想主题的文学作品，受塞林格的《麥田捕手》一书以及菲茨杰拉德和田纳西·威廉斯等人作品的影响颇深。切波斯基1988年毕业于上圣克莱尔高中后，结识了斯图瓦特·斯登，即1955年占士·甸电影《阿飛正傳》的编剧。斯登从此成为切波斯基的好友和老师，对他往后的生涯产生了重要影响。

## 创作生涯

### 早期创作
1992年，切波斯基从南加大的剧本写作专业毕业。 1995年，他自编自导自演了独立电影《失落的畢業生》，由此吸引到了他的第一位经纪人。该电影也被接收进了圣丹斯电影节，并成为圣丹斯电视台最初放映的一批电影之一。1990年代末，切波斯基又写了一些剧本，比如《奥黛丽·赫本的脖子》和《校舍摇滚》，但它们都未正式拍成电影。

### 《壁花少年》
1994年，当切波斯基正在写一本他自认为和《壁花少年》非常不同的书的时候，写下了这样一句话：“我猜，那就是成为壁花的好处之一吧。” 切波斯基对此回忆说：“我写下了那句话后，停顿了一下。然后我突然意识到，我一直在寻找的那个孩子，其实就在那句话里。” 酝酿了几年之后，切波斯基就开始查找资料并写作《壁花少年》一书。这篇书信体小说围绕一位化名“查理”的青少年展开，讲述了他在步入高中生活的第一年所遇到的适应新生活和懵懂的爱情的挑战，而“壁花”一词则来源于他对自己的描述。 这本书其实也有半自传的性质。切波斯基说：“查理的故事确实与我的个人经历有相似之处。但是我的高中生活其实在很多方面和他的有所不同。”
1999年，《壁花少年》也就是切波斯基的第一本小说，一经MTV Books出版，便在青少年中取得很大成功；2000年，该书已经成为MTV Books上最畅销的书之一。2007年，《纽约时报》报道说，这本书已经卖出了超过70万本，而且青少年争相传阅，红极一时。到2013年5月，印出的书总量已经达到超过200万。但是，《壁花少年》也造成了一定的社会争议，因为切波斯基在书中描写了一些青少年性爱和吸食毒品的内容。一些学校禁止流通此书，美國圖書館協會也将它列入了2004、2006、2007、2008和2009年的“10本最具争议的书”榜单之上。无论如何，截至2013年7月，《壁花少年》已经连续61周出现在《纽约时报》的畅销书榜上，并拥有超过30种不同语言的版本。
2005年底，切波斯基说，他正在撰写《壁花少年》电影版的剧本。该剧本写完之后，切波斯基作为导演，自2011年中开始制作该片，并将之于2012年秋季发布。此电影由羅根·勒曼、艾瑪·沃特森和埃兹拉·米勒主演。切波斯基因此获得2013年美国编剧工会奖“最佳改编剧本奖”的提名。该剧同时还获得了2013年独立精神奖“最佳处女作”，以及2013年人民选择奖“最受欢迎剧情类电影”。

### 中期创作及进入电视行业

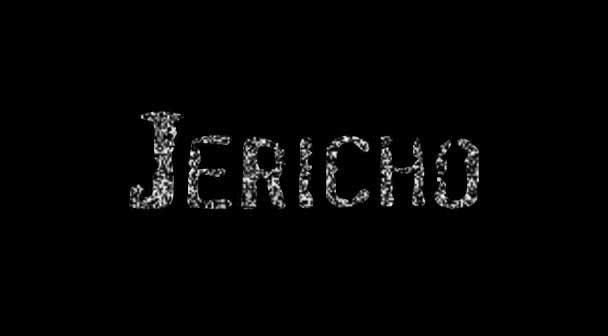
《核爆危机》片頭

2000年，切波斯基编写了《碎片》一书，该书是他的一些短篇故事的合集。同年，他与导演乔恩·谢尔曼合作，打算将麥可·謝朋的小说《神秘匹兹堡》改编为电影，但该计划却在2000年8月流产。2005年，切波斯基为百老汇摇滚音乐剧《吉屋出租》的电影版撰写剧本，并受到褒贬不一的评价。
2000年代中期，切波斯基根据他的经纪人的建议，除继续原先电影行业的事业之外，开始在电视行业寻找出路。一段时间后，他发现他很喜欢一起在电视行业工作的人，并成为了CBS电视台系列电视剧《核爆危机》的联合主创者、执行制作人和编剧。该剧在2006年9月首播，围绕堪萨斯州一个名叫杰里科的虚构小镇展开，讲述了那里的人们遇到数次核打击之后的故事。切波斯基说，该剧的主角杰克·格林和他的母亲之间的关系其实在很多方面就是他和他母亲的一个缩影。《核爆危机》第一季的收視率最终乏善可陈，因此CBS在2007年5月撤销了该剧。一些忠实观众却发起了一次草根运动，迫使CBS决定再拍新的一季《核爆危机》；第二季于2008年2月12日首映。但於2008年3月，该剧再一次遭到撤销。

### 近年创作
2014年9月，切波斯基受聘重寫埃文·斯皮里奧托普洛斯为2017年迪士尼真人重映片《美女與野獸》所写的剧本。該片由比爾·坎登导演，艾玛·沃特森出演主角貝兒。她接下这一角色部分是由于切波斯基和她在制作《壁花少年》电影的时候，成为了很好的朋友。該片許多部份都與1991年的动画片版本相同，配樂亦是如此。电影在2017年3月17日上映。
2016年5月5日，切波斯基声明说，他要与傑克·索恩和史蒂夫·康拉德共同编写《奇蹟男孩》的剧本，并导演该电影。此电影根据R·J·帕拉西奥的同名2012年小说改编而成，并由茱莉娅·罗伯茨、歐文·威爾森和雅各·特倫布雷主演。电影在2017年11月17日上映。
2017年11月15日，迪士尼宣布切波斯基已经与其签订合同，决计编剧和执导真人电影《白马王子》。该电影改編自著名童话故事“白马王子”。
2018年11月29日，環球影業宣布，切波斯基正在為執導音樂劇《致埃文·汉森》的電影版一事進行洽談。改編電影於2021年上映，但反響不佳。
2019年5月，切波斯基表示，他的下一本書將是一部恐怖小說，書名為《假想朋友》（暫譯），將於2019年10月1日出版。
切波斯基如今居住在加利福尼亚州的洛杉矶。

## 电影和电视剧作品

### 电影
| 年份 | 名称                | 担任职务 | 担任职务 | 担任职务 | 担任职务 | 备注       |
| 年份 | 名称                | 导演     | 编剧     | 制作人   | 其他     | 备注       |
| ---- | ------------------- | -------- | -------- | -------- | -------- | ---------- |
| 1995 | 《失落的畢業生》    | 是       | 是       | 是       | 是       | 兼副制作人 |
| 2002 | 《王牌大賤諜3》     |          |          |          | 是       | 被鸣谢     |
| 2005 | 《吉屋出租》        |          | 是       |          |          |            |
| 2007 | 《恐怖录影带》      |          |          | 是       |          | 执行制作人 |
| 2012 | 《壁花少年》        | 是       | 是       | 是       |          | 执行制作人 |
| 2014 | 《忐忑》            |          |          |          | 是       | 被鸣谢     |
| 2015 | 《無處可逃》        |          |          |          | 是       | 被特别鸣谢 |
| 2017 | 《美女與野獸》      |          | 是       |          |          |            |
| 2017 | 《奇蹟男孩》        | 是       | 是       |          |          |            |
| 2021 | 《親愛的艾文·漢森》 | 是       |          |          |          |            |
| 2025 | 《母愛食堂》        | 是       |          |          |          |            |

### 电视剧
| 年份    | 名称                | 担任职务 | 担任职务 | 担任职务 | 担任职务 | 备注                   |
| 年份    | 名称                | 导演     | 编剧     | 制作人   | 其他     | 备注                   |
| ------- | ------------------- | -------- | -------- | -------- | -------- | ---------------------- |
| 2000    | 《Brutally Normal》 |          | 是       |          |          | 工作2季                |
| 2006–08 | 《核爆危机》        |          | 是       | 是       | 是       | 联合创作人、执行制片人 |